# Chūō-ku (Hamamatsu)
Pour les articles homonymes, voir Chūō-ku.
Chūō (中央区, Chūō-ku) est l'un des trois arrondissements de la ville de Hamamatsu au Japon. Il est situé au sud de la ville au bord de l'océan Pacifique et du lac Hamana. Il concentre la majeure partie de la population de la ville.

## Démographie
L'arrondissement occupe 268,42 km2 pour une population de 605 789 habitants (au 1er juillet 2024) soit une densité de population de 2 257 habitant/km2.

## Histoire
L’arrondissement de Chūō a été créé le 1er janvier 2024 à la suite de la réorganisation des arrondissements de la ville. Il regroupe les anciens arrondissements de Naka, Higashi, Minami, Nishi et une petite partie de Kita.

## Lieux notables
- Château de Hamamatsu
- Act Tower
- Site de Shijimizuka

## Transports publics
L'arrondissement est desservi par la ligne Shinkansen Tōkaidō et la ligne principale Tōkaidō de la JR Central. L'arrondissement est également desservi par la ligne Enshū Railway de la compagnie privée Entetsu. La gare de Hamamatsu est la principale gare de l'arrondissement.